# カンムリキツネザル
カンムリキツネザル（冠狐猿、Eulemur coronatus）は、キツネザル科に分類されるサル。

## 分布
マダガスカル北部固有種

## 形態
体長32-37cm。尾長41-51cm。体重1.5-1.8kg。頭部にはアルファベットの「V」字状にオレンジ色の斑紋が入る。種小名coronatusは「冠のある」の意で頭部の斑紋に由来し、和名や英名（crowned=冠のある）と同義。
オスは背面が灰色がかった濃褐色の体毛で被われ、頭部に黒い斑紋が入る。メスは背面が灰色、腹面が淡灰色の体毛で被われる。また頬や下顎を被う体毛が白い。

## 生態
乾燥した低木林に生息するが、近年では高地にある湿潤林にも生息する。複数の同性個体が含まれる5-6頭からなる群れを形成して生活するが、十頭以上の群れを形成して生活することもある。チャイロキツネザルと混群を形成する事もある。昼行性だが、夜間に活動する事もある。
食性は雑食で、植物の葉、花、果実などを食べる。
繁殖形態は胎生。5-6月に交尾を行う。妊娠期間は約125日。1回に1頭の幼獣を産む。生後20か月で性成熟する。

## 人間との関係
生息地では食用とされる事もある。
開発や放牧による生息地の破壊、食用の狩猟などにより生息数は減少している。

## 画像

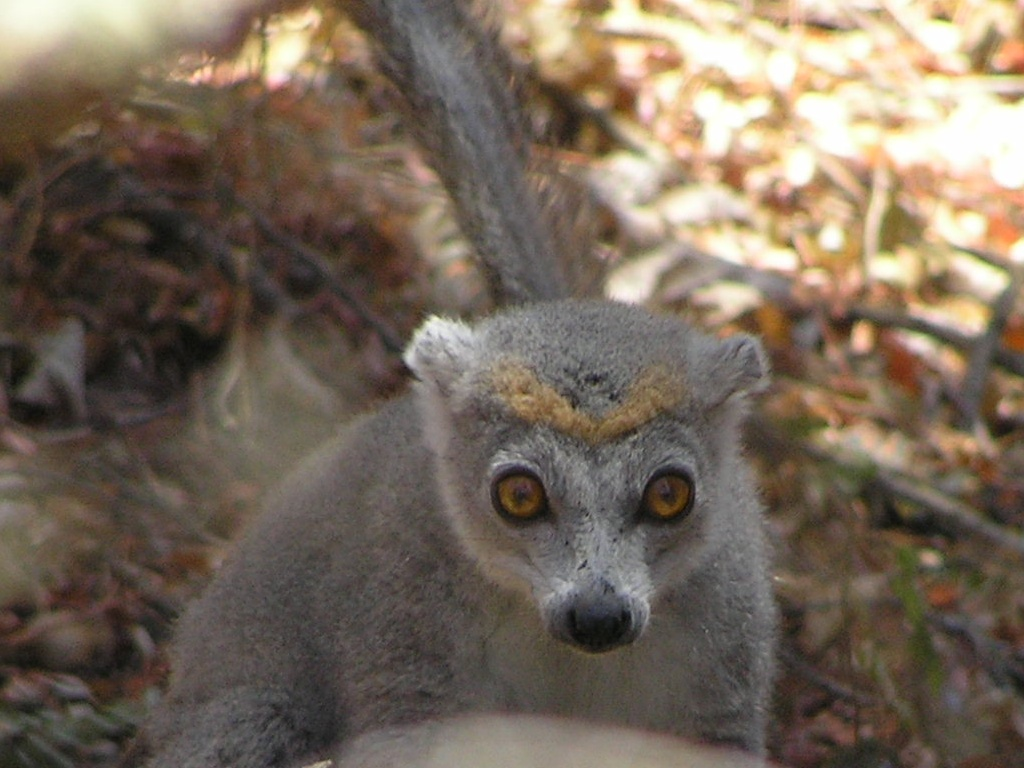
メス